# Zelda II: The Adventure of Link
Zelda II - The Adventure of Link (リンクの冒険?, Rinku no Bōken, Zelda II - L'avventura di Link) è un videogioco di genere high fantasy pubblicato nel 1987 per la console Nintendo Entertainment System; è il secondo capitolo della serie The Legend of Zelda. Come per il titolo precedente, The Legend of Zelda, la cartuccia del gioco è dorata.

## Trama

### Ambientazione
La vicenda è ambientata nel regno di Hyrule, mondo concepito da Shigeru Miyamoto che si ispira ad un periodo della sua infanzia durante il quale si divertiva a esplorare la città di Kyoto, le sue grotte, i suoi campi e le foreste. In Zelda II, il regno è costituito da vasti territori da esplorare, arricchiti da montagne e pianure percorsi da sentieri e fiumi. Link si imbatte quindi in diverse zone con ambienti diversi, come foreste, deserti, paludi e montagne. Gli interni di Hyrule, come palazzi o segrete, sono molto ampi e labirintici.
Gli eventi di Zelda II: The Adventure of Link si svolgono successivamente a quelli del primo titolo. Il gioco è quindi collocato alla fine della linea temporale nella quale Link non è riuscito a sconfiggere Ganon in Ocarina of Time.

### Storia
Alcuni anni prima degli eventi narrati, un mago malvagio cercava la Triforza del Coraggio. Per scoprirne l’ubicazione, decise di interrogarne la principessa Zelda, ma questa, intuendo le sue intenzioni malvagie, rifiutò di rivelargli il segreto. In risposta, il mago lanciò su Zelda un incantesimo, condannandola a un sonno eterno. Poco dopo, però, morì.
Sei anni dopo gli eventi del primo gioco, Link è ormai sedicenne. Un giorno, gli compare misteriosamente il simbolo della Triforza. Incerto su cosa questo significhi, si rivolge a Impa, la balia della principessa Zelda. Impa gli rivela che il simbolo dimostra che lui è l'eroe leggendario, destinato a risvegliare Zelda dal suo lungo sonno. Gli racconta anche di un antico evento, noto come la "Tragedia della Principessa Zelda I".
L'ultimo re di Hyrule, infatti, custodiva la Triforza, ma morì senza trovare un erede degno di riceverla. Il suo unico figlio, il Principe di Hyrule, non aveva le virtù necessarie per la Triforza del Coraggio e ricevette solo le Triforze della Forza e della Saggezza. Nonostante i suoi sforzi per trovare la Triforza del Coraggio, il Principe fallì. Alla ricerca di risposte, si rivolse a un mago di corte, il quale affermò che Zelda, sorella minore del Principe, conosceva il segreto.
Il Principe cercò quindi di ottenere la risposta da Zelda, ma la principessa rifiutò di rivelare la posizione della Triforza del Coraggio. A quel punto, il mago scagliò su di lei un incantesimo di sonno eterno, senza che il Principe potesse fermarlo. Pieno di rimorsi, il Principe decise di onorare la sorella istituendo una legge secondo la quale tutte le future principesse di Hyrule si sarebbero chiamate Zelda, in ricordo della tragedia.
Link inizia così la sua avventura per trovare la Triforza del Coraggio. Scopre che questa si trova in un antico tempio, accessibile solo dopo aver riposizionato sei cristalli in altrettanti templi. Nel corso della sua missione, i suoi principali nemici sono i seguaci di Ganon, i quali intendono resuscitare il loro capo mediante un rito sacrificale, utilizzando il corpo di Link.
Dopo aver superato i sei palazzi, Link raggiunge il Grande Palazzo, dove affronta il mago e una sua versione oscura, sconfiggendoli entrambi. Con la Triforza finalmente nelle sue mani, Link ritorna da Zelda e riesce a risvegliarla dal lungo sonno in cui era stata intrappolata.

## Modalità di gioco
Durante il gioco la visuale si alterna tra esplorativa e azione. La prima è molto simile a quella utilizzata nelle prime versioni di Final Fantasy (ovvero a volo d'uccello, camminare per i prati e le foreste, ecc.). Come in Final Fantasy, quando Link incontra un nemico, un villaggio, un palazzo (rappresentato da una specie di piccolo tempio) o altri elementi del paesaggio, passa alla modalità azione, dove la visuale è a scorrimento.
Qui possiamo combattere con la spada, saltare, accovacciarci, e molto altro. Nei villaggi ci si può ristorare e trovare dei maghi che possono donare a Link dei nuovi poteri o maestri d'armi che gli insegnano nuove tecniche per combattere. I palazzi (sette in tutto) sono i veri e propri "livelli", ma per via della visualizzazione laterale, ricordano più i castelli di Super Mario che i caratteristici labirinti della serie basati su enigmi.

## Sviluppo
Shigeru Miyamoto, il co-creatore dell'originale The Legend of Zelda, intendeva rendere Zelda II: The Adventure of Link completamente diverso dal suo predecessore. Venne pertanto ingaggiato un team completamente nuovo per lo sviluppo del sequel, ad eccezione di Miyamoto (indicato nei titoli di coda con lo pseudonimo di "Miyahon") e Takashi Tezuka.
The Adventure of Link è stato ripubblicato nel 2003 con il disco The Legend of Zelda: Collector's Edition per GameCube, e di nuovo nel 2004 come parte della serie NES Classic per Game Boy Advance, subendo alcune piccole modifiche.
Zelda II è il centesimo gioco ad essere stato reso disponibile per la Virtual Console di Wii in Giappone il 23 gennaio 2007,  in Europa e in Australia il 9 febbraio 2007, ed è stato pubblicato in Nord America il 4 giugno 2007. È stato ripubblicato nuovamente sulla Virtual Console di Nintendo 3DS nel settembre 2011, insieme al primo gioco di Zelda. Il gioco è stato anche ripubblicato sulla Virtual Console di Wii U nel settembre 2013.  È uno dei 30 giochi della NES Classic Edition, una replica in miniatura del Nintendo Entertainment System, ed è uscito il 10 novembre 2016 in Australia e Giappone, e il giorno dopo in Nord America ed Europa.

### Colonna sonora
La colonna sonora di Zelda II è stata realizzata da Akito Nakatsuka, che in precedenza aveva realizzato la colonna sonora di Ice Climber e collaborato a Devil World con Kōji Kondō, il compositore della colonna sonora del primo titolo e di quella di molti giochi a venire della serie The Legend of Zelda. La musica è pertanto completamente differente da quella di tutti i titoli della serie, in quanto, ad eccezione di un brano mutuato dal prequel, non è stata realizzata da Koji Kondo.
Alcuni brani della colonna sonora sono poi stati raccolti in diverse compilation: Famicom Music Vol.2 (1987) e in Game Music Graffiti (1990). Nel 2004, la colonna sonora completa è stata pubblicata nella serie Game Sound Museum ~ Famicom Edition ~ con il titolo Game Sound Museum ~ Famicom Edition ~ S-4 Adventure of Link.

## Accoglienza
| Testata                           | Versione | Giudizio |
| --------------------------------- | -------- | -------- |
| GameRankings (media al 1-11-2014) | NES      | 78.14%   |
| GameRankings (media al 1-11-2014) | GBA      | 68.88%   |
| Metacritic (media al 21-4-2008)   | GBA      | 73/100   |
| 1UP.com                           | GBA      | 65/100   |
| AllGame                           | NES      | 4,5/5    |
| AllGame                           | GBA      | 3,5/5    |
| Dragon                            | NES      | 3/5      |
| Famitsū                           | NES      | 36/40    |
| GameSpot                          | GBA      | 6,9/10   |
| IGN                               | GBA      | 7/10     |
| Nintendo Power                    | GBA      | 72/100   |
| Play                              | NES      | 91%      |

### Versione originale
Al momento della sua uscita in Nord America, il gioco ha ricevuto recensioni per lo più positive dalla critica ed è diventato uno dei giochi NES più popolari del 1988, causando l'esaurimento delle scorte presso molti rivenditori.  Il gioco alla fine ha venduto 4,38 milioni di copie in tutto il mondo.
Nel 1987, Famicom Tsūshin (ora Famitsū) gli assegnò un punteggio di 36 su 40, il che lo rese il secondo con il punteggio più alto gioco del 1987, dietro solo Dragon Quest II. Questi furono anche gli unici due giochi ad aver ricevuto da Famitsū un punteggio di 35/40 o superiore fino al 1987.  La rivista Play ha elogiato il gameplay, affermando che "questa combinazione di elementi unici a creare un'esperienza di gioco di ruolo d'azione diversa da qualsiasi altra". Nintendo Power gli assegnò il premio "Gioco dell'Anno" per il 1988. Nel 1990, l'edizione speciale Pak Source di Nintendo Power gli ha assegnato 4/5 per grafica e audio, 3,5/5 per i comandi, 4,5/5 per la sfida e 4/5 per il divertimento a tema.  Nel 1992 Total!  ha assegnato un punteggio dell'82%, dovuto in gran parte a punteggi mediocri per musica e grafica.
Nel 1997, Electronic Gaming Monthly ha inserito Zelda II al 72º posto dei suoi "100 migliori giochi di tutti i tempi", affermando che, sebbene gli altri tre giochi della serie (The Legend of Zelda, A Link to the Past e Link's Awakening, tutti inseriti tra i primi 30) fossero migliori, era ancora un capolavoro, con un gameplay eccezionale e un'avventura molto più ampia rispetto al suo predecessore. Zelda II è stato definito il 110° miglior gioco realizzato su una console Nintendo nell'elenco dei 200 giochi migliori di Nintendo Power. Nell'agosto 2008, Nintendo Power lo ha dichiarato il 12° miglior videogioco per Nintendo Entertainment System.

### Pubblicazione successiva
IGN ha dichiarato che il gioco è "un'avventura consigliata e giocabile", sebbene non ci si dovesse aspettare "lo stesso gameplay dai veri classici titoli di Zelda". 1UP.com ha elogiato la lunghezza del gioco. Kotaku ha apprezzato lo sviluppo più oscuro del gioco originale, affermando che "la grafica più dettagliata e gli sprite più grandi facevano apparire i nemici più minacciosi e ostili. Il sistema di combattimento evoluto implica che i nemici possono difendersi, ritirarsi o colpire strategicamente, utilizzando l'ambiente a loro vantaggio". Il gioco ha ricevuto anche alcune critiche. In una recensione retrospettiva del 2007, GameSpot ha affermato che sebbene il gioco sia "abbastanza decente da valere il prezzo di $5 [sulla Virtual Console di Wii]", presenta "scelte di progettazione discutibili" e può creare confusione se i giocatori non si avvalgono di guide. La versione GBA del gioco ha ottenuto un punteggio aggregato di 73 su Metacritic, il punteggio più basso mai ricevuto dalla serie.

## Eredità

### Adattamenti
Nel 1989, fu realizzata una serie televisiva animata composta da tredici episodi basata su Zelda II (così come The Legend of Zelda). Tale cartone animato non ebbe tuttavia successo, in particolare a causa del design, dell'animazione, dell'ambientazione di scarsa qualità e della personalità troppo assertiva di Link, molto diversa da quella dei giochi.
Nell'agosto 1989, Nintendo ha pubblicato un gioco elettronico della serie Game & Watch, in gran parte ispirato al sistema di gioco di Zelda II. Intitolato Zelda, il gioco era incentrato sulle vicende di Link che combatte nemici come Stalfos, Moblin e un drago. Il gioco, benché molto più facile dell'originale, ricevette recensioni favorevoli.